# Michael von der Heide
Michael von der Heide (né le 16 octobre 1971 à Amden) est un musicien, chanteur et comédien suisse.

## Biographie
Il passe son enfance dans le village d'Amden avant de déménager en Suisse romande en 1987. Il suit des cours de chant et donne un concert à Nyon. En 1989, il commence une formation d'infirmier à Winterthour. En parallèle, il se perfectionne grâce à divers cours : chant, jazz, rock, etc. En 1994, il fait un séjour de six mois à Londres puis revient en Suisse en 1995 où il remporte le prix suisse de la scène « Goldener Thunfisch » pour ses concerts avec Lili the Pink. Il décide alors de se consacrer entièrement à la musique.
En 1996 sort son premier album Michael von der Heide. Avec son groupe, il participe au Paléo Festival de Nyon. En 1997, il fait une tournée en Allemagne puis sort un nouvel album en 1998 : 30°. D'autres tournées suivent : en Suisse, en Allemagne et en Autriche. Il fait également une apparition au Festival d'été de Québec en 1999. En 2000, il reçoit le prix « Deutscher Kleinkunstpreis » (catégorie chanson) et sort l'album Tourist.
L'album-live Hildegard enregistré à Cologne sort en 2001. Il fait également du théâtre en interprétant Staline dans la pièce Der Digitale Wikinger. En 2002, il apparaît dans des duos avec Nina Hagen. Son album Frisch sort la même année, la tournée du même nom a lieu en Allemagne et en Suisse l'année suivante.
En 2004, il donne un concert au Montreux Jazz Festival. Il rend hommage à Édith Piaf aux côtés de Catherine Ringer et Régine entre autres. En 2005, Michael von der Heide sort une compilation, 2pièces, avec quatre nouvelles chansons.
En mai 2010, il a représenté la Suisse aux Concours Eurovision de la chanson à Oslo. Il ne s'est pas qualifié pour la finale avec 2 points obtenus et finit dernier de la deuxième demi-finale.
En décembre 2012, il chante pour le Téléthon Action Suisse.

## Discographie
- Lido (2011, Sony)
- Frisch (2008, Phonag)
- 2pièces (2005, Sony)
- Hildegard (2003, BMG Ariola)
- Frisch (2002, BMG Ariola)
- Hildegard (2001, Sony Music)
- Tourist (2000, BMG Ariola)
- 30° (1998, BMG Ariola)
- Michael von der Heide (1996, Tudor)

## Théâtre
- 2013 : King Size, mise en scène Christoph Marthaler, Festival d'Avignon, 2014 : Théâtre Nanterre-Amandiers
- 2013 : Letzte Tage. Ein Vorabend, mise en scène Christoph Marthaler, Wiener Festwochen, Vienne, Théâtre de la Ville Paris
- 2012 : The Black Rider, mise en scène Corinna Von Rad, Theater Basel
- 2011 : Meine Faire Dame, mise en scène Christoph Marthaler, Theater Basel, Festival d'Avignon, Odéon Paris
- 2011 : Fairy Queen, mise en scène Corinna Von Rad, Theater Basel
- 2001 : Bye Bye Bar : mise en scène : Dominik Flaschka, Theater am Hechtplatz Zürich